# Aphelinus thomsoni
Aphelinus thomsoni är en stekelart som beskrevs av Graham 1976. Aphelinus thomsoni ingår i släktet Aphelinus och familjen växtlussteklar. Arten är reproducerande i Sverige. Inga underarter finns listade i Catalogue of Life.